# De re aedificatoria
De re aedificatoria (en castellano: El arte de edificar) es un tratado en diez libros acerca de la arquitectura escrito en latín por el humanista genovés Leon Battista Alberti en torno al año 1450, durante su permanencia en Roma. Es considerado el tratado arquitectónico más significativo de la cultura humanista. 
Fue escrito sobre el modelo de los diez libros del tratado De architectura de Marco Vitruvio, que en esa época circulaba en copias manuscritas. Esta obra fue a la vez una relectura y una crítica del texto vitruviano, como un intento de realizar el primer tratado moderno de teoría de la arquitectura; y no solo está dedicado a un público especialista, sino también a un público culto de instrucción humanista.
Fue dedicada al papa Nicolás V en su edición de 1452. El libro fue impreso por primera vez en latín en Florencia, con el título Leonis Baptiste Alberti De re aedificatoria, trece años después de la muerte de su autor. Este fue editado por Nicolai Laurentii Alamani y se terminó de imprimir el 29 de diciembre de 1485. Esta obra contiene un prefacio de Angelo Poliziano, quien dedica la obra a Lorenzo de Médici. El 23 de agosto de 1512 se terminó de imprimir una copia en latín editada por Geoffroy Tory y publicada en París por Bertholdi Rembolt y Ludovici Hornken.
André de Resende tradujo este tratado al portugués entre los años 1543 y 1552 por encargo del rey Juan III de Portugal. 
De él se conservan; un ejemplar de 1550, editado en Florencia por Cosimo Bartoli.
La primera edición en castellano del De re aedificatoria es la que realizó Francisco Lozano en Madrid, publicada sin ilustraciones en 1582 con el nombre de Los diez libros de arquitectura de León Baptista Alberto. Esta edición fue censurada en el Índice de libros prohibidos de la Inquisición española redactado por Gaspar de Quiroga y Vela en 1583. Una segunda edición en castellano se publicó en Madrid en 1797 en tres tomos, aunque esta era una burda copia de la edición de Lozano. En 1784 se publicó una edición escrita por Diego Antonio Rejón de Silva. También existe un manuscrito anónimo procedente del Monasterio de San Benito el Real de Valladolid; el cual se conserva en el Archivo Histórico Nacional, bajo el nombre de De Alquitatura. 
Este tratado fue traducido al inglés por el arquitecto Giacomo Leoni e impreso en Londres en 1726 por Thomas Edlin; cuya edición era ilustrada y bilingüe a tres tomos con texto en italiano a la izquierda y texto en inglés a la derecha. Este libro contiene además los textos de De pictura y De statua.

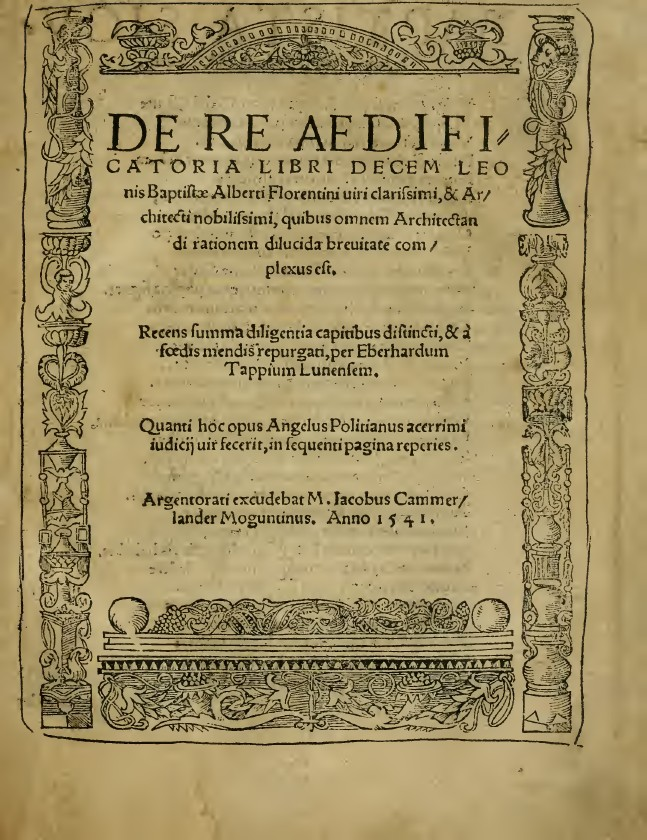
De re aedificatoria, edición de 1541

## Libro primero
Lineamenta (Alineamientos).

## Libro segundo
Materia (Materiales).

## Libro tercero
Opus (Técnica constructiva).

## Libro cuarto
Universorum opus (Obras generales).

## Libro quinto
Singuiorum opus (Obras específicas).

## Libro sexto
Ornamentum (Ornamentos).

## Libro séptimo
Sacrorum ornamentum (Santuarios).

## Libro octavo
Publici profani ornamentum (Edificios públicos).

## Libro noveno
Privati ornamentum (Edificios privados).

## Libro décimo
Operitium instauratio (Restauración)